# East Brookfield (Massachusetts)
East Brookfield – miasto w Stanach Zjednoczonych, w stanie Massachusetts, w hrabstwie Worcester.